# راؤول أورمينو
راؤول أورمينو (بالإسبانية: Raúl Ormeño)‏ مواليد 21 يونيو 1958 في تيموكو، هو لاعب كرة قدم تشيلي سابق كان يلعب كلاعب وسط. سبق له أن لعب في كأس العالم لكرة القدم مع منتخب بلاده.

## المسيرة الاحترافية

### أندية لعب لها
- كولو-كولو

## روابط خارجية
- راؤول أورمينو على موقع الاتحاد الدولي (مؤرشف)  (الإنجليزية)
- راؤول أورمينو على موقع قاعدة بيانات كرة القدم.إي يو (الإنجليزية)
- راؤول أورمينو على موقع ناشيونال فوتبول تيمز (الإنجليزية)